# Aganope impressa
Aganope impressa är en ärtväxtart som först beskrevs av Stephen Troyte Dunn, och fick sitt nu gällande namn av Roger Marcus Polhill. Aganope impressa ingår i släktet Aganope och familjen ärtväxter. Inga underarter finns listade i Catalogue of Life.